# Araripedactylus
Araripedactylus is een geslacht van uitgestorven pterosauriërs, behorend tot de groep van de Pterodactyloidea, dat tijdens het Vroeg-Krijt leefde in het gebied van het huidige Brazilië. De enige benoemde soort is Araripedactylus dehmi.
De soort werd in 1977 benoemd door Peter Wellnhofer. De geslachtsnaam verbindt de naam van het Araripe Plateau met het Klassiek Griekse daktylos, 'vinger', een gebruikelijk achtervoegsel bij pterosauriërs sinds het eerste benoemde pterosauriërgeslacht Pterodactylus. De soortaanduiding eert de Duitse paleontoloog Richard Dehm die als Wellnhofers leermeester hem een liefde voor pterosauriërs bijgebracht had. Wellnhofer nam in 1977 aan dat hij de eerste pterosauriër uit Brazilië benoemde; dat Price in 1971 de naam Araripesaurus gepubliceerd had, was hem ontgaan — de gelijkenis in naam berust dus op een toeval.
Het fossiel, holotype BSP 1975 I 166, bestaat uit het eerste kootje van de rechtervleugelvinger, bewaard gebleven in een langwerpige drieënzestig centimeter lange kalknodule of geode uit de Santanaformatie, 110 miljoen jaar oud. Het exemplaar was vermoedelijk volwassen en tamelijk groot; het bot heeft een lengte van 55 centimeter. Het onderste uiteinde ervan is beschadigd. Het kootje is ongewoon recht. Het uitsteeksel ter bevestiging van de strekkende pees is tamelijk kort. De beenwanden zijn erg dik voor een pterosauriër: drie à vijf millimeter. Deze drie eigenschappen zouden volgens een publicatie van Wellnhofer in 1991 autapomorfieën zijn van de soort, unieke kenmerken voor het taxon. De doorsnede van het kootje is driehoekig met afgeronde hoeken, maar dat is geen bijzondere eigenschap.
Door het beperkte resten kan de verwantschap van Araripedactylus moeilijk vastgesteld worden, buiten dat de soort een lid was van de Pterodactyloidea. Volgens Alexander Wilhelm Armin Kellner behoorde Araripedactylus gezien tijd en plaats van zijn herkomst waarschijnlijk tot de Ornithocheiroidea. Volgens Kellner is ook de rechtheid van het kootje niets bijzonders, afgezien van de platheid van de onderkant, waren de beenwanden voor zover hij kon meten gewoon een à twee millimeter dik en kan door de splijting van de nodule niet goed worden vastgesteld wat de eigenschappen zijn van het bevestigingspunt van de pees, zodat er maar weinig kenmerkends voor de soort overblijft. Qua vorm zou het bot gelijk zijn aan dat van andere grote pterosauriërs uit de formatie zoals Anhanguera en Tropeognathus. Sinds de jaren zeventig zouden uit het gebied nog vele losse botten in nodules opduiken, met evenveel — of weinig — onderscheidende eigenschappen; alleen omdat dit een van de eerste was, werd het een eigen geslacht waardig geacht. Een door Wellnhofer waargenomen foramen pneumaticum, een toegangsgat voor de luchtzakken, kon door Kellner niet bevestigd worden. Hoewel Kellner niet expliciet stelde dat Araripedactylus een nomen dubium was, ried hij wel de naam strikt te beperken tot het materiaal van het holotype, wat op hetzelfde neerkomt.
Wellnhofer berekende de spanwijdte van Araripedactylus door extrapolatie van Pteranodon uit op 4,9 meter wat een ruwe schatting voor de vlucht opleverde van vijf meter. Als de soort de typische aanpassingen bezat van ornithocheiroïden, was het een viseter.